# Глушків
Глушкі́в — село в Україні, у Городенківській міській громаді Коломийського району Івано-Франківської області.
Село Глушків належить до давніх поселень. Перша документальна згадка відноситься до 1472 року.
Відповідно до Розпорядження Кабінету Міністрів України від 12 червня 2020 року № 714-р «Про визначення адміністративних центрів та затвердження територій територіальних громад Івано-Франківської області» увійшло до складу Городенківської міської громади.

## Історія

### Заснування. Походження назви
Про назву села є декілька легенд:
1. Назва села проходить від місцевості, що була тут раніше — глушина.
2. Від прізвища пана Глушко, який володів цією місцевістю. Одного разу, об'їжджаючи поля, пан з бричкою утопився у «Вікнині», бо коні чогось злякалися.
3. Він прізвища мисливця — Глушко, який полював у цій місцевості. Він зустрів тут гарну дівчину і покохав її, але мати дівчини теж уподобала мисливця і не дала свою згоду на їхнє одруження. Одного разу, коли Глушко приїхав до джерела напоїти коня, то не було там води, бо гадюки закрили джерело. Мисливець убив гадюк і вода повернулася. Джерело так і називають «Гадячка». Глушко все ж таки одружився з дівчиною і поселився тут.

За іншою легендою мати перетворила мисливця на скалу «Бовдур», яка мала вигляд людини на коні, а свою дочку — на іншу скалу у вигляді дівчини з кошичком. Сама мати стала скалою «Прохідницею», що стояла між ними. Але в післявоєнні роки ці скали були зруйновані.

### Період до 1772 року
Перші поселення людей були в урочищі «Капусти». Пізніше почали селитись ближче до теперішнього села і до «Печер» в урочищі «Коноплищі».
Однак, населення села залишалося малим, тому що часто нападали татаро-турецькі орди та лютували епідемії. У 1564 році тут проживало 19 родин. Із 1600 по 1629 роки на цій території було 20 нападів татар. У 1676 році глушківський край зазнав спустошливого нападу і був розорений повністю. Перші хати після цього почали будувати біля джерел «Цюркало» і «Вертеб».

### Період 1772—1918 років
Після приєднання Галичини до володінь Габсбургів село Глушків (у 1786—1787 роках тут проживало 349 осіб) адміністративно увійшло до Заліщицького циркулу. Село було переведено із колишнього королівського домену Речі Посполитої в державну власність. Проте вже під кінець XVIII століття власником Глушкова (разом із територією колишнього Снятинського староства) став граф Михайло Ронікер.
У 1857 році за даними австрійського перепису у Глушкові було 968 жителів. До 1939 року землі в селі Глушкові належали поміщикам Криштофовичам. Після 1900 року населення зросло до 1219 чоловік.

## Соціальна сфера
В селі функціонує Навчально-виховний комплекс (загальноосвітня школа І — ІІ ступенів, дитячий садок). Також існує Фельдшерсько-акушерський пункт та Сільський клуб. В останньому функціонує бібліотека із фондом 9707 книжок. В селі існує відділення поштового зв'язку «Укрпошти».

## Населення
Згідно даних Всеукраїнського перепису 2001 року, за мовною ознакою населення визнало рідними мовами наступні: українська 99, 57 %, російська 0, 34 %, білоруська 0,09 %.
За даними на початок 2013 року, у селі проживало 1097 осіб (503 чоловіків та 594 жінок), з них 330 пенсіонерів та нараховувалось 399 господарств.

### Мова
Розподіл населення за рідною мовою за даними перепису 2001 року:
| Мова       | Кількість | Відсоток |
| ---------- | --------- | -------- |
| українська | 1166      | 99.57 %  |
| російська  | 4         | 0.34 %   |
| білоруська | 1         | 0.09 %   |
| Усього     | 1171      | 100 %    |

## Релігія
В селі існує Церква Святого Архистратига Михаїла (побудована 1864 р. пам'ятка архітектури), де почергово проводять богослужіння православна громада настоятель митрофорний протоієрей Іван Теремко 21 листопада 2014 на храмове свято з нагоди 150-річчя храму з архіпастирським візитом відві-дав храм єпископ Коломийський і Косівський Юліан. З благословення Святійшого Патріарха Київського і всієї Руси-України Філарета 31 січня 2016 року нагороджений Орденом Миколая Чудотворця. З благословення Святійшого Патріарха Київського і всієї Руси-України Філарета 19 листопада 2018 року нагороджений медаллю «За жертовність і любов до України». та греко-католицька громада настоятель отець Роман Лапчинський. 16 листопада 2014 року храм відвідав правлячий архієрей Коломийсько-Чернівецької Єпархії владика Василій (Івасюк), де взяв участь у святкуваннях з нагоди 150-річчя будівництва храму. Також було нагороджено настоятеля парафії о. Романа Лапчинського золотим хрестом. Серед гостей також був присутній о. Євген Усошин, канцлер курії Апостольського візитатора Білорусі.

## Економіка
На території села діють декілька магазинів та свиноферма.

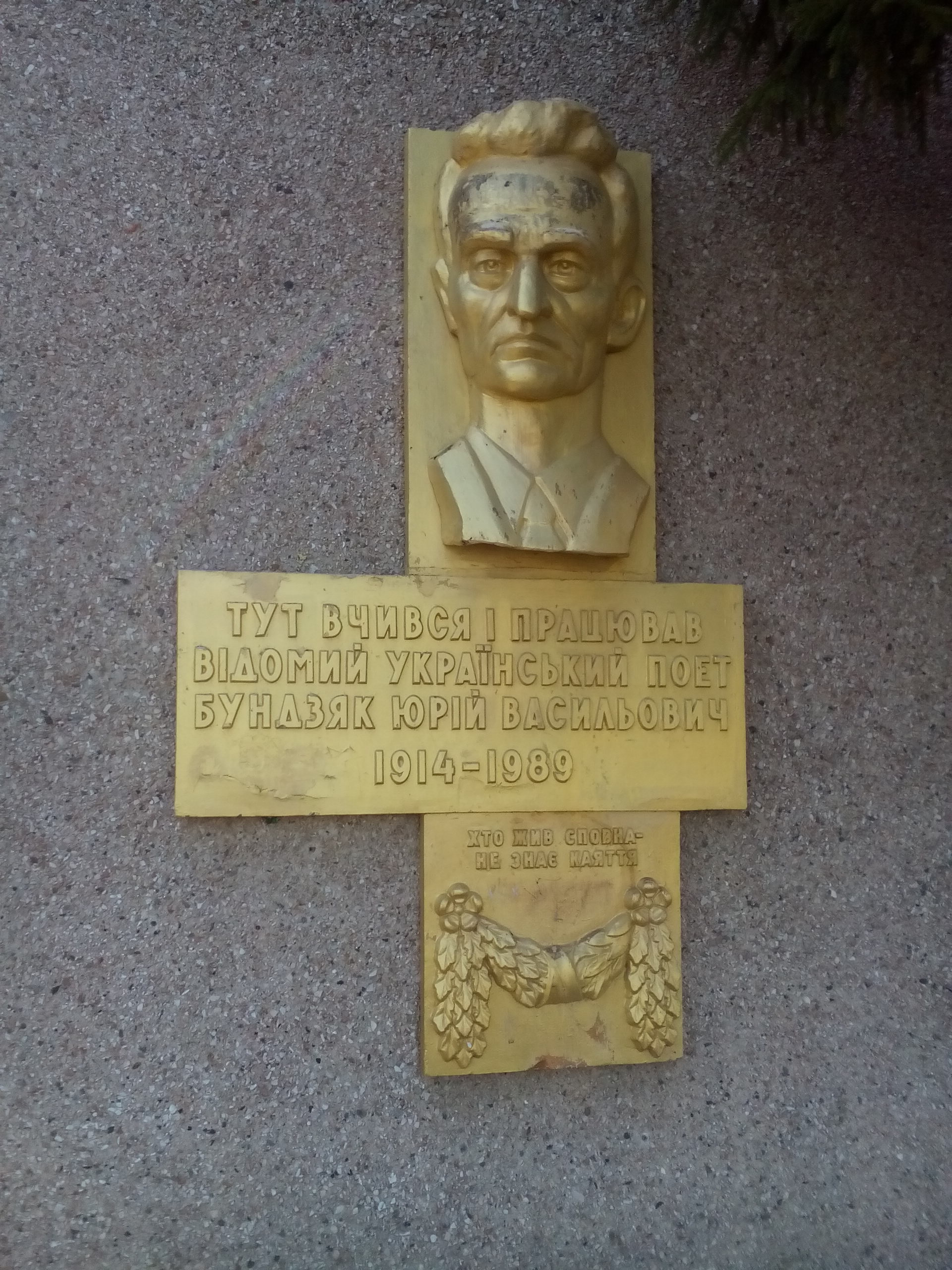
Пам'ятний знак педагогу та поетові Ю. Бундзяку, знаходиться на стіні школи

## Відомі люди
- Бундзяк Юрій Васильович — український педагог, поет, член Спілки пильменників України (26.09.1914 — 22.11.1989). Автор трьох збірок поезій: «Дзвінка далина», «Я не забув…», «Під мирними небосхилами».
- Долинський Роман — хорунжий УГА, підполковник дивізії Галичина.
- Дутчак Юрій Іванович — солдат Добровольчого Українського Корпусу, учасник російсько-української війни, загинув 2014-го під Амвроміївкою.
- Гуцул Іван Васильович — декан фізичного факультету Чернівецького Національного університету імені Юрія Федьковича
- Гультай Михайло Мирославович — суддя Конституційного суду України
- Мелимука Юрій Михайлович — геолог
- Тимощук Григорій- український громадсько-політичний діяч, педагог, дипломат. Делегат Української Національної Ради ЗУНР